# Nieuport 11
Nieuport 11 C.1 byl francouzský stíhací dvojplošník z doby první světové války. Byl zkonstruován v reakci na drtivou převahu německých stíhaček v roce 1915. Fokkerovy jednoplošníky zajistily centrálním mocnostem leteckou nadvládu a provádění leteckého průzkumu spojenci Trojdohody se tak stalo velice obtížným. Byl jedním z letounů, které pomohly ukončit období nazývané Fokker Scourge.

## Vývoj

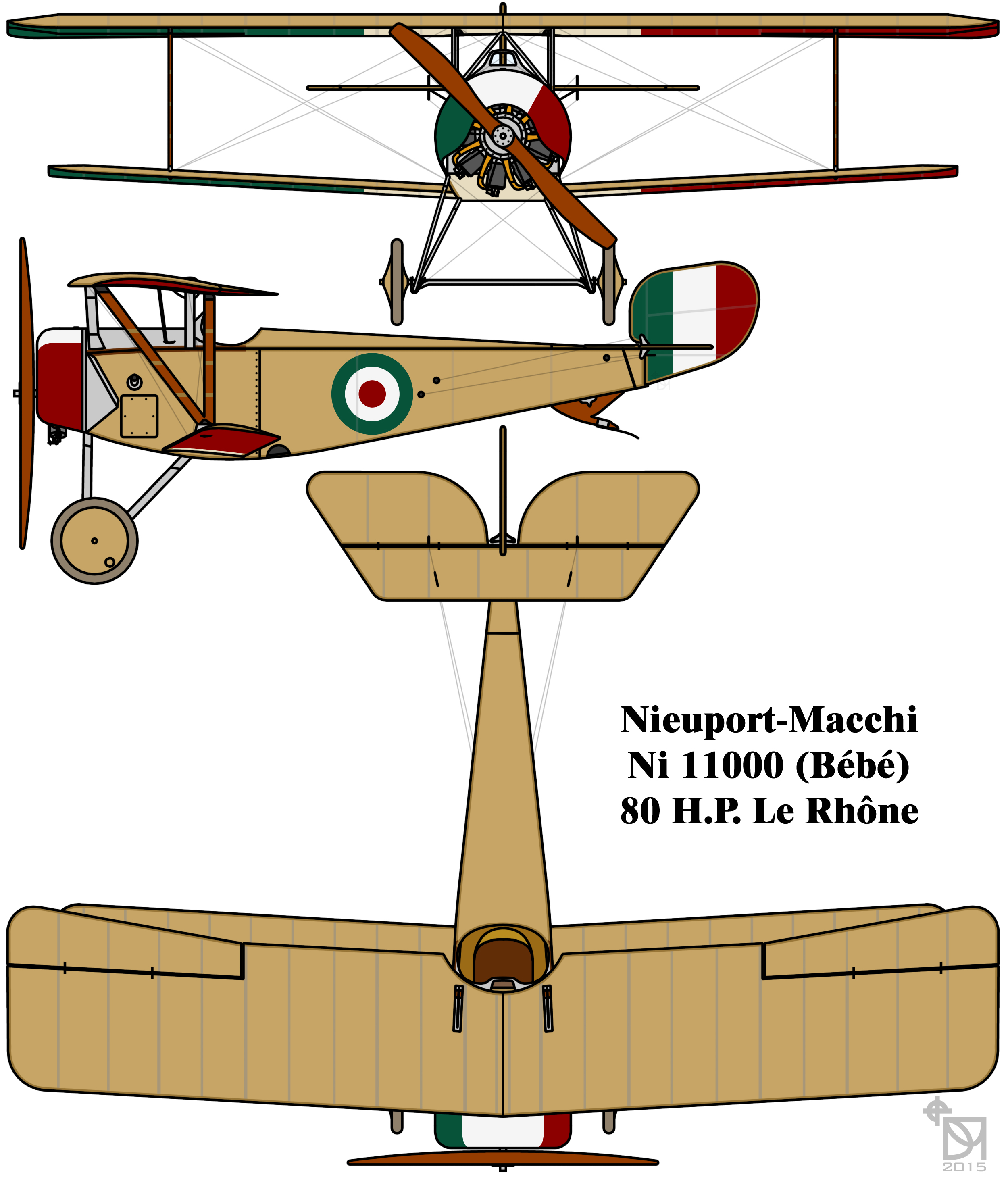
Nieuport 11

Gustave Delage zmenšil svůj dřívější typ Nieuport 10 a vytvořil tak malý a lehký jedenapůlplošník (piloty nazývaný Bébé), který byl mnohem rychlejší než německé Fokkery.
Jedenapůlplošník je letoun, jehož horní křídlo má běžnou velikost se dvěma nosníky a menší dolní křídlo s jedním nosníkem tvořící písmeno V. Tato koncepce propůjčovala vysokou obratnost, skvělou viditelnost směrem dolu než běžná, dvouplošníková koncepce, ale na druhou stranu trpěla problémy se strukturální pevnosti, kdy letoun pokud překročil ve střemhlavém letu určitou rychlost, docházelo od kmitání, ke krouceni až k odtržení spodního křídla, což znamenalo jasnou smrt. Nieuport 11 již byl vybaven křidélky na koncích křídel na rozdíl od zastaralého ohýbání křídel pomocí systému lanek u konkurenčních Fokkerů.
Hlavní výhodou Fokkerových jednoplošníků byla výzbroj v podobě synchronizovaných kulometů, které mohly střílet skrz točící se vrtuli. V té době spojenci nedisponovali podobnou technologií, a tak byl na Nieuport 11 montován kulomet Lewis nebo Hotchkiss nad horní křídlo, odkud mohl střílet mimo okruh vrtule. Nevýhodou takového řešení bylo komplikované dobíjení zbraně. Za ideálních podmínek musel pilot chytit řídící páku mezi nohy, dosáhnout na zbraň, sklonit ji do dolní pozice, vyměnit zásobník za nabitý, natáhnout, vrátit zbraň zpět a opět převzít řízení. Pokud se zbraň zasekla (což byla vcelku častá záležitost) a zvláště během boje, jednalo se o velmi nepříjemný problém a náročný postup byl ještě náročnější a vyžadoval maximální soustředění a ocelové nervy. Během války se stalo takřka běžnou praxí mezi stíhacími esy si sami nabíjet a kontrolovat zásobníky a nábojové pásy, protože byli dodávané nabité už z továrny či je doplňoval pozemní personál a mohly se mezi nimi nacházet "zmetky" (zkřivené náboje), které poté způsobovali časté záseky, což mohlo v nevhodný moment stát pilota vítězství či hůř, jeho život.

### Nieuport 16
Mezistupněm vývoje mezi Nieuportem 11 a 17 byl Nieuport 16.

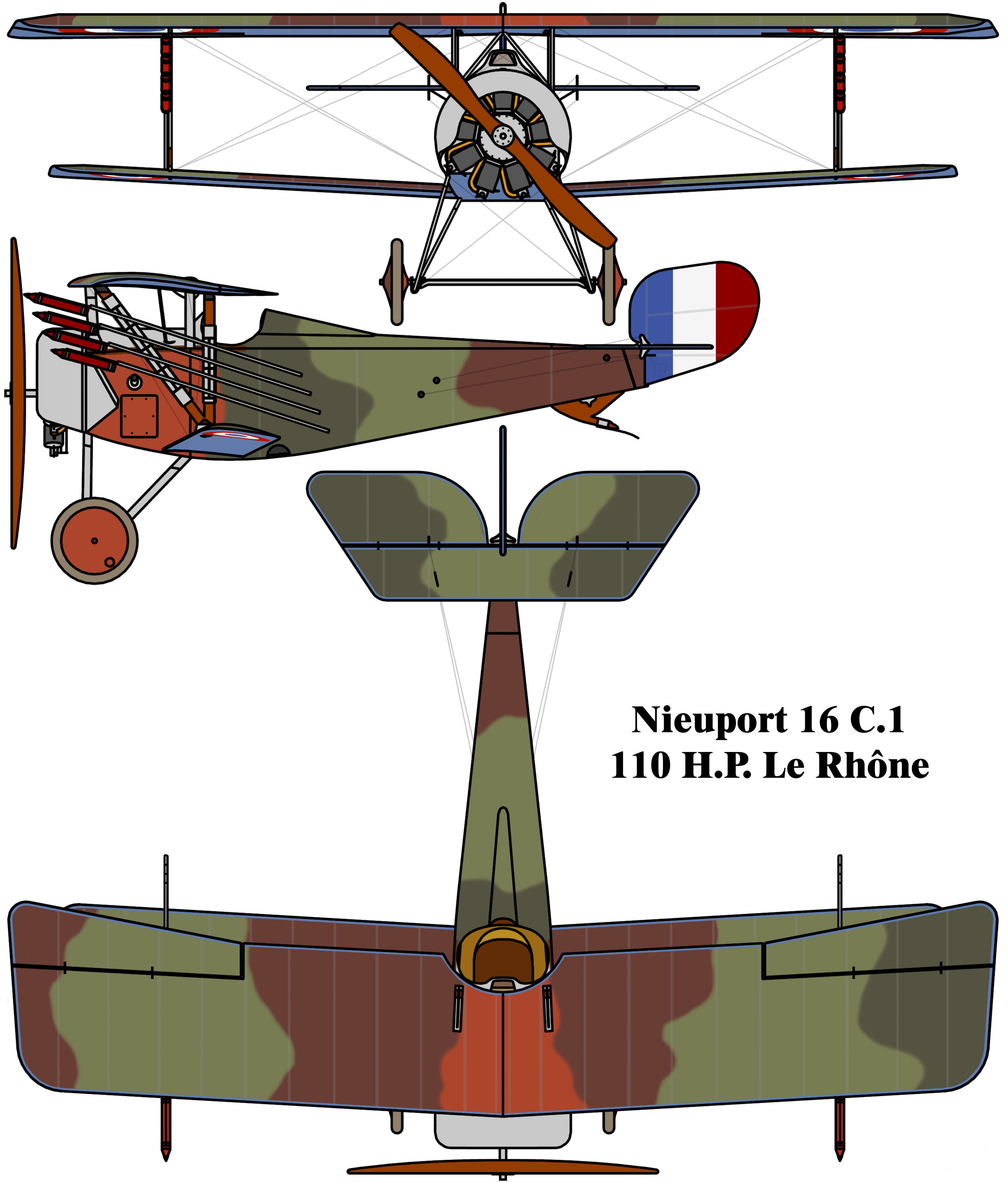
Nieuport 16

Nieuport 16 byl Nieuport 11 s několika modifikacemi, první byl zpevněný rám a silnější motor Le Rhone 9J o výkonu 110 koní, který navzdory očekáváním měl spíše negativa, maximální rychlost zůstala stejná, ale stroj byl "těžký na čumák" a zároveň o 50 kg těžší. Dalšími modifikacemi byly záhlavník, který měl pilotovi poskytnou větší pohodlí, upravený kryt motoru přezdívaný podkova pro lepší chlazení nového, silnějšího motoru a mírné zkosení konců horního křídla. Výzbroj zůstala stejná v podobě kulometu Lewis/Hotchkiss nad horním křídlem, na tomto typu se též testovaly protibalónové rakety Le Prieur. Navzdory tomu, že esa jako Jean Navarre a Charles Nungesser na něm získali několik svých sestřelů a získali na něm statut esa, byl typ oproti předchůdci hodnocen negativně. Stejně jako s Nieuportem 11 se i s tímto typem a kulometem Lewis experimentovalo v RFC se synchronizátorem Alkan-Hamy. Testy dopadly stejně, vzhledem ke své konstrukci závěru se nedokáže Lewis synchronizovat s vrtulí a výsledkem je nepředvídatelná rychlost střelby.

## Nasazení
Bébé byl dodáván na západní frontu od ledna 1916 a během jednoho měsíce jich bylo ve službě už 90. Nieuporty 11 byly dodávány francouzské Aviation Militaire, britské Royal Naval Air Service a nizozemské, belgické, ruské a italské armádě (více než 450 jich bylo vyrobeno v licenci italskými firmami, hlavně firmou Macchi vyráběné pod názvem Nieuport-Macchi).
Některé Nieuporty 11 byly upraveny pro odpalování neřízených raket Le Prieur z křídelních vzpěr.

## Uživatelé
- Belgie, Československo, Francie, Itálie, Nizozemsko, Rumunsko, Rusko, Srbsko (Jugoslávie), Siam (2 letouny), Ukrajina (1 letoun), Spojené království

## Specifikace (Nieuport 11)

Nieuport 11 "Bébé"

### Technické údaje
- Osádka: 1 (pilot)
- Rozpětí: 7,52 m
- Délka: 5,64 m
- Výška: 2,45 m
- Nosná plocha: 13,30 m²
- Hmotnost prázdného stroje: 320 kg
- Vzletová hmotnost : 480 kg
- Pohonná jednotka: 1× 9 válcový, vzduchem chlazený, rotační motor Le Rhône 9C
- Výkon pohonné jednotky: 59 kW (80 k), krátkodobě 63,8 kW (93 k)
- Vrtule: dvoulistá, dřevěná vrtule Levasseur 450

### Výkony
- Maximální rychlost: 167 km/h ve výšce 2 000 m
- Dolet/výdrž: 250 km/2,5 hod
- Dostup: 5300 m
- Stoupavost: 15 min do 3 000 m

### Výzbroj
- 1× kulomet Lewis ráže .303 British nebo Hotchkiss ráže 8 mm Lebel nad horním křídlem